# Przytoń (Drawsko)
Pour les articles homonymes, voir Przytoń.
Przytoń est une localité polonaise de la gmina de Drawsko Pomorskie, située dans le powiat de Drawsko en voïvodie de Poméranie-Occidentale. Avant 2018, elle appartenait à la gmina d'Ostrowice. 

## Géographie

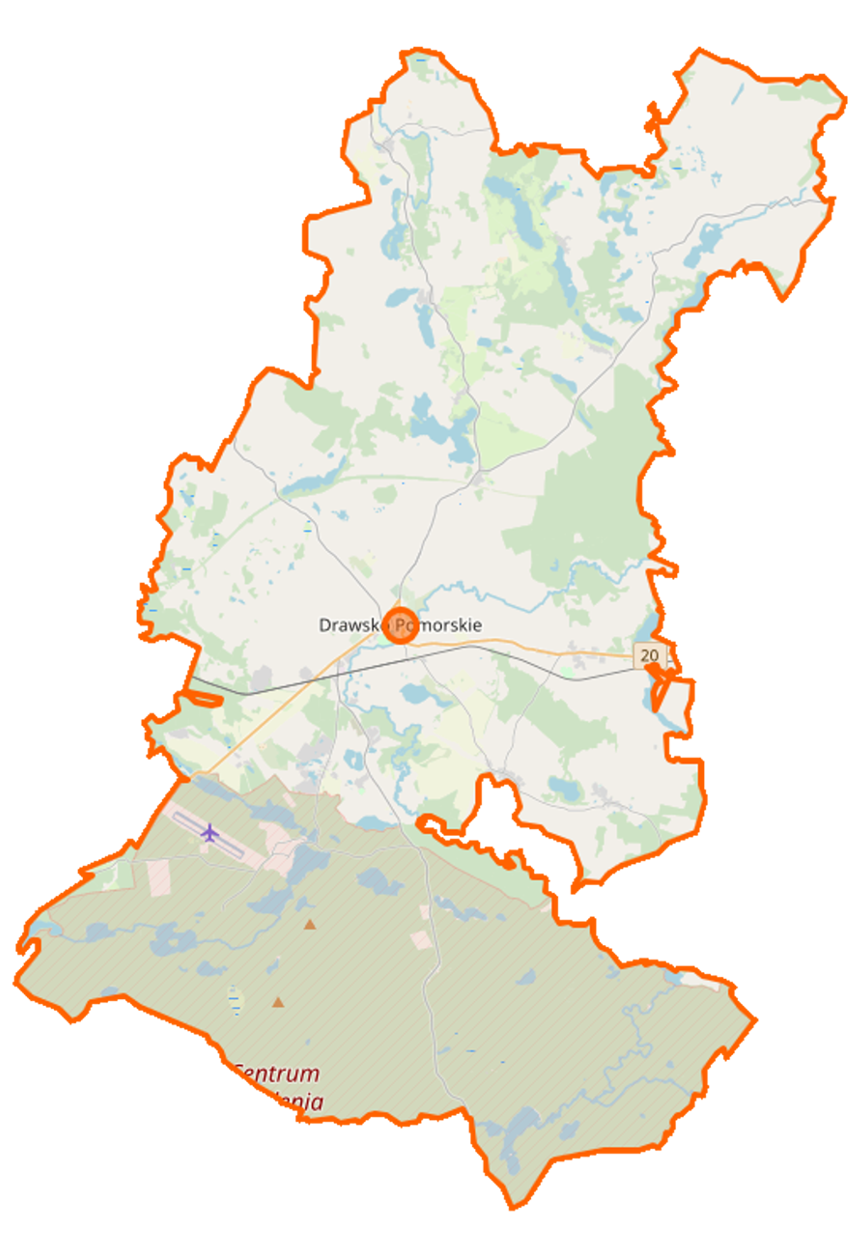
Carte de la gmina de Drawsko Pomorskie.

## Histoire
De 1816 à 1945, Pritten fait partie de l'arrondissement de Dramburg dans le district de Köslin au sein de la province de Poméranie.